# Magazinul de pălării de damă
Magazinul de pălării de damă este o pictură ulei pe pânză realizată între 1879 și 1886 de pictorul francez Edgar Degas. Înfățișează o femeie așezată la o masă de prezentare într-un magazin de pălării, părând să examineze îndeaproape sau să lucreze la pălăria unei doamne, pe care o ține în mâini. Vederea scenei este într-un unghi de sus. Deși Degas a creat mai multe picturi despre magazinele de pălării, această pictură este „cea mai mare și singura lui „lucrare la scară de muzeu” pe acest subiect”.